# Варивончик, Анатолий Михайлович
Анато́лий Миха́йлович Вариво́нчик (бел. Анатолій Міхайлавіч Варывончык; 15 января 1956, Марьина Горка, Минская область, СССР) — советский хоккеист. Заслуженный тренер Республики Беларусь.

## Биография

### Карьера игрока
Воспитанник белорусского хоккея.
В высшей лиге чемпионата СССР провел 44 матча (10+5, 22).

### Карьера тренера
- Тренер-селекционер, методист в ХК Динамо (Минск) (1986—1988);
- главный тренер ХК Неман (Гродно) (1988—2004);
- главный тренер сборной Беларуси (1997—2001),
- тренер ХК Гомель (2004);
- главный тренер ХК Гомель (2004—2006);
- старший тренер ХК Неман (Гродно) (2006—2009);
- начальник команды ХК Неман (Гродно) (с 2009).

В качестве главного тренера сборной Белоруссии по хоккею участник зимних Олимпийских игр 1998 в Нагано,
чемпионатов мира 1997,
1998,
1999,
2000,
2001.

## Достижения в качестве тренера

### Сборная Белоруссии
- 5—8 место на хоккейном турнире зимних Олимпийских игр 1998 в Нагано.
- 8 место на чемпионате мира (1998).

### В составе ХК «Неман»
- Чемпион Белоруссии (1998, 1999, 2001).
- Серебряный призёр чемпионата Белоруссии (1993, 1994).
- Бронзовый призёр чемпионата Белоруссии (1995, 1996, 1997, 2000, 2002).
- Чемпион ВЕХЛ (1996).
- Серебряный призёр чемпионатов ВЕХЛ (1998, 1999, 2001).

Варивончик является рекордсменом по количеству матчей, проведенных в качестве главного тренера сборной Белоруссии.